# Alv Erlingsson

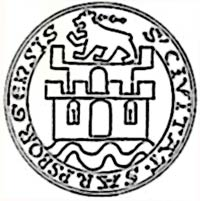
Siegel von Alv Erlingsson

Alv Erlingsson († 1290 in Helsingborg) war ein norwegischer Lehnsmann, Baron und Jarl.
Sein Vater war der Lehnsmann und Sýslumaður Erling Alvsson. Seine Mutter ist nicht bekannt.
Er war der letzte des Lehnsmannsgeschlechtes aus Tanberg (norrøn Þornberg) in Ringerike. Sein Vater Erling Alvsson war der Neffe von Skule Bårdsson. Beide waren enge Vertraute des Königs. Alv wird erstmals 1276 erwähnt, als er an einem nordischen Königstreffen am Göta älv teilnahm. Er übernahm die Stellung eines königlichen Sýslumaður von Borgar-Syssel (heute Østfold) von seinem Vater, spätestens nach dessen Tod 1283. Er hatte eine Festung an der Mündung der Glomma auf der Insel Isegran. Neben der Burg von Audun Hugleiksson auf Hagranes ist dies die einzige bekannte private Burg aus dieser Zeit in Norwegen. Die Stellung als Sýslumaður und die Festung gaben ihm eine einzigartige Machtposition, insbesondere, weil die Lage an der Mündung der Glomma in der Zeit, als die norwegische Außenpolitik sich nach Südosten wandte und die Beziehungen zur Hanse und zu Dänemark besonders gespannt waren, von besonderer strategischer Bedeutung war.
Im Winter 1283/1284 drohten die wendisch-pommerschen Hansestädte mit einer Blockade Norwegens, nachdem die Vormundschaftsregierung König Erik Magnussons in Bergen Handelsbeschränkungen für die hanseatischen Kaufleute in der Stadt beschlossen hatte. Die Regierung kam den Hansestädten so weit entgegen, dass diese im Frühjahr 1284 wieder Schiffe nach Norwegen schickten. Diese wurden von Kaperern überfallen, die Alv ausgerüstet hatte. Im gleichen Jahr heerte er in Skagen und in Skanör in Schonen, das damals zu Dänemark gehörte. Daraufhin führten die Hansestädte mit Lübeck an der Spitze 1285 die Blockade Norwegens durch. Während die Vormundschaftsregierung Friedensverhandlungen mit Dänemark und den Hansestädten aufnahm, plünderte Alv Horsens und Kalundborg. Im Herbst kam nach einem Urteil des schwedischen Königs Magnus Birgersson in Kalmar ein Frieden zwischen Norwegen und der Hanse gegen Rückgabe des geraubten Gutes bis 24. Juni 1286 und Zahlung von 6 000 Mark Silber Schadenersatz zustande.
Dieser Vergleich ermöglichte Norwegen eine aggressive Politik gegenüber Dänemark. Dafür wurde auch Alv eingesetzt. Zwischen 1285 und 1286 wurde er zum Jarl ernannt. Man erwartete seine militärische Unterstützung. Er versuchte auch, Island zur Teilnahme am Kriegszug zu bewegen. 1286 fuhr er in königlichem Auftrag nach England und nahm dort für den Kriegszug ein Darlehen in Höhe von 2 000 Mark Sterling auf. Außerdem durfte er Ritter anwerben. Das Darlehen sollte zu Michaelismesse je zur Hälfte 1287 und 1288 zurückgezahlt werden. Bei Nichtzahlung sollte die Exkommunikation auf den König und auf Alv und dessen Erben fallen. Riccardus stellte einen Wechsel auf William Servat in London und Bernardus de Ponte, Kaufmann aus Cahors, aus.
Das Verhältnis Alvs zum Bruder des Königs Håkon Magnusson, war allerdings schlecht. Håkon bestritt 1285 jegliche Verantwortung für den Streit mit der Hanse und distanzierte sich damit von Alvs Kaperzügen.
1287 machte Alv einen unverständlichen Aufstand, griff Oslo an, nahm den Bevollmächtigten des Herzogs Hallkjell Krøkedans gefangen und kerkerte ihn in Isegran ein, wo er getötet wurde. Alv und sein Gefolge wurden daraufhin für friedlos erklärt. 220 seiner Anhänger wurden getötet. Alv floh in ein Kloster in Schweden. 1290 wurde er von den Dänen gefangen genommen und in Helsingborg gefoltert und getötet. 1292 überführte sein Schwager, der frühere Kanzler Tore Håkonsson, seine Leiche nach Tønsberg. Sein Vermögen wurde nach entsprechendem Aufgebot restlos aufgeteilt.